# Balsam Lake (miasto)
Balsam Lake – miasto w Stanach Zjednoczonych, w stanie Wisconsin, w hrabstwie Polk.